# Анди Уеър
Анди Уеър (на английски: Andy Weir) (роден на 16 юни 1972 г.) е американски писател на бестселъри в жанра научна фантастика.

## Биография и творчество
Уеър е роден в Дейвис, Калифорния, САЩ. Баща му е физик, а майка му електроинженер. Родителите му се развеждат, когато е на 8 години. Израства с четене на класическата научна фантастика, като творбите на Артър Кларк, Робърт Хайнлайн и Айзък Азимов.
На 15 години е компютърен програмист за Сандийската национална лаборатория на САЩ в Ливърмор. Учи компютърни науки в Калифорнийския университет в Сан Диего, но не завършва. Работи като програмист за няколко софтуерни компании, включително AOL, „Palm“, „MobileIron“ и „Blizzard“ (участва в създаването на „Warcraft II“).
Започва да пише научна фантастика в края на 90-те, която публикува на сайта си в продължение на години. Първата му спечелила значително внимание е „Яйцето“, кратка история, адаптирана в редица видеоклипове в YouTube.
През 2009 г. започва да пише романа си „Марсианецът“. За да е възможно най-реалистична и издържана от научна гледна точна, прави задълбочени проучвания да най-новите достижения в орбиталната механика, условията на Марс, историята на пилотираните космически полети, и ботаниката. След като ръкописът е отхвърлен от няколко литературни агенти, предоставя романа си безплатно на своя уебсайт в сериен формат. По молба на феновете си прави Киндъл версия, която става бестселър. Привлича интереса на издателите и през февруари 2014 г. „Марсианецът“ излиза и в печат. Той става бестселър в списъка на Ню Йорк Таймс и е номиниран да различни награди. През 2015 г. е екранизиран в успешния едноименен филм с участието на Мат Деймън, Джесика Частейн и Майкъл Пеня.
Уеър живее в Маунтин Вю, Калифорния

## Произведения

### Самостоятелни романи
- The Martian (2014) 
Марсианецът, изд. „Бард“, прев. Милена Илиева
- Artemis (2017) 
Артемида, изд. „Бард“, прев. Милена Илиева
- Project Hail Mary (2021)
Проектът „Аве Мария“, изд. „Бард“, прев. Иван Иванов

### Разкази
- Twarrior (2015)
- Superluminal (2015)

### Екранизации
- 2012 Ägget – късометражен, история
- 2015 Марсианецът, The Martian – по романа
- 2015 The Egg – сюжет